# Палацово-парковий комплекс «Старомерчанський»
Пала́цово-па́рковий ко́мплекс «Старомерча́нський» (Палац Шидловських) — пам'ятка культурної спадщини національного значення, що перебуває приблизно за 30 км від Харкова, у селищі міського типу Старий Мерчик Валківського району Харківської області.
Садиба й парк ІІ половини XVIII ст. у смт. Старий Мерчик занесений до Списку історичних населених пунктів України. Палацово-парковий ансамбль є пам'яткою архітектури національного значення, що занесений до Державного реєстру національного культурного надбання в 1999 році. Ансамбль складається із семи об'єктів.
Крім цього, садиба в смт. Старий Мерчик має значну історичну цінність, пов'язану з іменами видатних діячів історії Слобожанщини. Ще до 1917 року в Російській імперії цей ансамбль було визнано історичною садибою.

## Історія

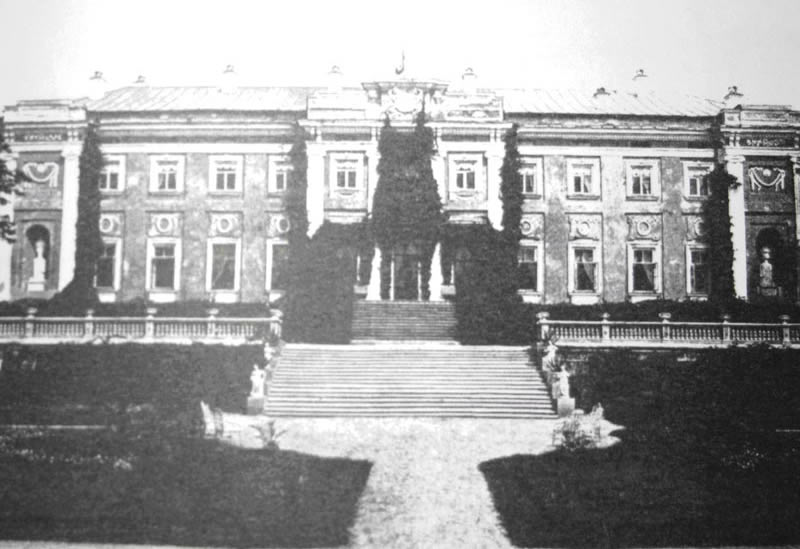
Старовинна фотокартка (до 1917 р.) садиби в Старому Мерчику

Перша згадка про сім'ю Шидловських, що стосується Слобідської України, відноситься до 1677 року і пов'язане з ім'ям майбутнього харківського полковника Федора Володимировича Шидловського (Шилова, Шидловського). У 1691 році до Ф. В. Шидловського переходить серед інших село Всесвятське (Мерчик). Через деякий час Ф. В. Шидловський дарує його своєму племіннику Лаврентію Івановичу Шидловському; в 1711 році цей маєток реквізує прибулий на Слобожанщину князь-вигнанець, молдавський господар Д. Кантемір, але незабаром Мерчик було повернуто законному власнику. Після смерті Л. І. Шидловського садиба перейшла до його сина Романа, а від нього — його чотирьом синам, у результаті поділу земель між якими Старий Мерчик перейшов у володіння дійсного статського радника Григорія Романовича Шидловського.
Садиба заснована в кінці XVII — початку XVIII ст.ст. полковниками Ізюмського слобідського козацького полку Шидловськими. У кінці XVIII ст. перебудовувалась її власником Г. Р. Шидловським. У 1777–1778 рр. Григорій Романович Шидловський на місці старого дідівського палацу побудував новий сучасний палац. У 1881 р. садиба була придбана Є. М. Духівським.
Г. Р. Шидловський належав до найбільш заможних верств харківського дворянства. Він мав зв'язки з московською знаттю, був дружний із просвітницькими колами дворянської інтелігенції, зокрема, з О. Паліцином, відомим письменником, поетом та перекладачем, організатором і беззмінним керівником просвітницького гуртка на Сумщині. Каразін Василь Назарович, який також входив до числа членів «Попівської Академії» вважав, що це А. А. Паліцин «… заохотив тодішніх багатих поміщиків будувати нові будинки у своїх маєтках, прикрашати їх меблями, заводити початки європейського побуту на Україні». Харківський архітектор В. І. Ярославський у своїх спогадах також пише про те, що ідея створення садиби Мерчик належала А. А. Паліцину. За його участю

| «… маєток Григорія Романовича було упорядковано … У Старому Мерчику він (Шидловський) вибудував кам'яний величезний двоповерховий будинок на високому цоколі, внизу поміщалися печі, від яких нагрівалися стіни зали та вітальні в два світла з хорами для музикантів. Навпаки стояв кам'яний двоповерховий флігель для кухні та прислуги, ще два кам'яних флігеля, один для приїзду гостей, інший для дворецького. На задньому дворі були кам'яні стайні та сараї. У саду — кам'яний манеж, альтанка, резервуар, ротонда у вигляді круглого храму в два поверхи зі склепіннями. Всі ці будівлі були побудовані за проєктами А. А. Паліцина». [7] |
«Одночасно з будівництвом садибних будівель на місці старого дерев'яного храму, заснованого в 1680 році, в 1778 році була побудована нова кам'яна церква», креслення якої були виконані архітектором В. І. Ярославським. О. О. Паліцин часто бував у Старому Мерчику. Тут він зустрічався з П. А. Ярославським, харківським губернським архітектором. П. А. Ярославським, якого часто називають автором та творцем палацу в маєтку Г. Р. Шидловського. Описуючи парк Мерчинської садиби, Г. К. Лукомський виділяє регулярний партер перед південним фасадом палацу, велику кількість паркових споруд та всіляких «витівок» — каскадів, сходів, штучних видових майданчиків.
«Кілька альтанок, мостів, побудов типу Шале, наповнювали зелені гаї, урізноманітнювали пагорби, миготіли своїми білими шпальтами крізь гущу дубів, кленів і ясенів, чітко вимальовуючись на густій зелені ялинових гілок».
Проте достовірно невідомо, хто був автором проєкту палацу. Архієпископ Філарет та онука поміщика Є. М. Духівського Єлизавета Рухівська (Дун), вказують на відомого російського архітектора В. В. Растреллі. Також про його причетність до проєкту свідчать записки з опису садиби, взятих із «Харківських губернських відомостей», датованих 1850 роком:

| «Садиба розташована на схилах двох протилежних гір, біля підніжжя яких протікає річка Мерчик і зі своїх вод утворює обширне озеро. На одній з цих гір знаходиться розкішний панський дім. А також на просторі 120 десятин розкинувся при ньому англійський пейзажний сад. Природа й мистецтво, здавалося, сперечалися за свою вищість при створенні мерчинського саду, такий він на диво красивий і різноманітний. У ньому ви зустрінете й широкі долини, вкриті вічнозеленим газоном, і круті гори. І чарівні клумби з різноманітними квітниками, і розкішні гіркокаштанові алеї, і великі гаї із сторічних струнких дубів, берестів, кленів, беріз, сосен. Тополі і ялини, які дихають прохолодою. Ви зустрінете в різних місцях саду пишні альтанки витонченої архітектури, павільйони, ротонди, намети. З обширного озера проведено в сад ставки чистої води, які оживляють зграї лебедів. У цьому саду особливо усіх вражає величний вигляд тераси, яку влаштували на схилі гори. Ви бачите внизу, у саженях сорока, майже круглу, встелену зеленим килимом широку долину. На цій долині зі звивистими і всипаними різнокольоровим піском доріжками посаджено квіткові клумби. Вся долина оточена лісом з гігантських тополь, ялин та інших дерев. На лівому боці під покривом ялин влаштована красива ротонда над колодязем, далі бачите великий ліс, який поступово сходить на гору, вінцем якої є велика кам’яна ротонда, вона, як страж бойовий, стоїть в кінці самого саду, у версті від тераси. Хоч би скільки разів ви приходили милуватися терасою і видом з неї на сад — ваші подив та насолода будуть зростати більше й більше. Так все тут чудово, витончено й велично. (...) Про красу та витонченість будинку ми говорити не будемо, скажемо лише, що архітектором його був славнозвісний Растрєллі». |
Проте «Харківські губернські відомості» трохи прибріхували: Растреллі в Мерчику нічого не будував. З тим, хто був автором палацового комплексу, існує маса версій. Парком займався Олександр Паліцин — зовсім не «ландшафтний архітектор», а поет та будівничий. Офіційно автором палацу в Мерчику вважається Харківський губернський архітектор П. А. Ярославський, хоча його авторство документально не підтверджено. Питаннями атрибуції палацу займалися багато дослідників.
Г. К. Лукомський вказував на те, що «майстром — творцем садиби міг бути під час його споруди найкращий єкатерининський зодчий, але нічию руку не нагадує архітектура палацу. Тільки є щось спільне в деталях (а може бути щось спільне в майстрові — ліпники) з церквою в Бабаях». Племінник харківського губернського архітектора, також архітектор В. І. Ярославський, серед багатьох робіт свого дядька не називає палацу в Мерчику. Однак у своїх записках, поміщених у першому випуску «Харківського збірника», він згадує, що проживаючи в А. А. Паліцина, часто бував у Мерчику у Г. Р. Шидловського, для якого робив креслення «збільшення кам'яної церкви і влаштування в ній нового іконостасу». Він пише, що одного разу в Мерчику «… застав у нього (Г. Р. Шидловського-Е. Ч.) дядька Петра Антоновича з планами». Ігор Грабар, найбільший дослідник творчості В. Баженова, вважає його автором проєкту палацу в Мерчику. Він писав, що «на території СРСР існує будівля, у якій, як у фокусі, зібрані всі баженовські прикмети, розкидані окремо в різних його будівлях. Це прекрасний будинок у садибі … Мерчик Харківської області …».Баженов у Харкові не бував. Вірніше всього, Шидловський в одній зі своїх поїздок до Москви звернувся до Баженова з проханням про виділення йому проєкту, за яким і був збудований палац під наглядом харківського губернського архітектора П. А. Ярославського. І хоча документально авторство В. І. Баженова не доведене, можна з належною впевненістю віднести споруду палацу до баженовської школи.
На будівництво палацу Г.Шидловський витратив дуже велику на той час суму — 120 тис. рублів. Один із перших збережених описів садиби (1804 рік) перераховує: церква кам'яна в ім'я всіх святих, «панський житловий будинок кам'яний при двох поверхах з усіма належними до нього службовими флігелями та конюшенними дворами», описує «сад» в яру Журавльова, «… в якому розташовуються кам'яні садові будівлі» — ротонда, «різні храми», альтанка, а також острови, насипані посеред створеного в названому яру озера у результаті цих дій Г. Р. Шидловського в Старому Мерчику в основному склався ансамбль садиби, пізніше лише в невеликій мірі спотворений переробками. Останні були пов'язані з ім'ям нового господаря садиби — Євгена Михайловича Духівського, який в 1881 році прибудував до церкви дзвіницю і замінив у ліпному декорі аттика південного фасаду палацу герб Шидловського своїм.
Після смерті Григорія Шидловського (1830-ті роки) садибу в його вдови купив граф Василь Васильович Орлов-Денисов, герой військової кампанії 1812 року.

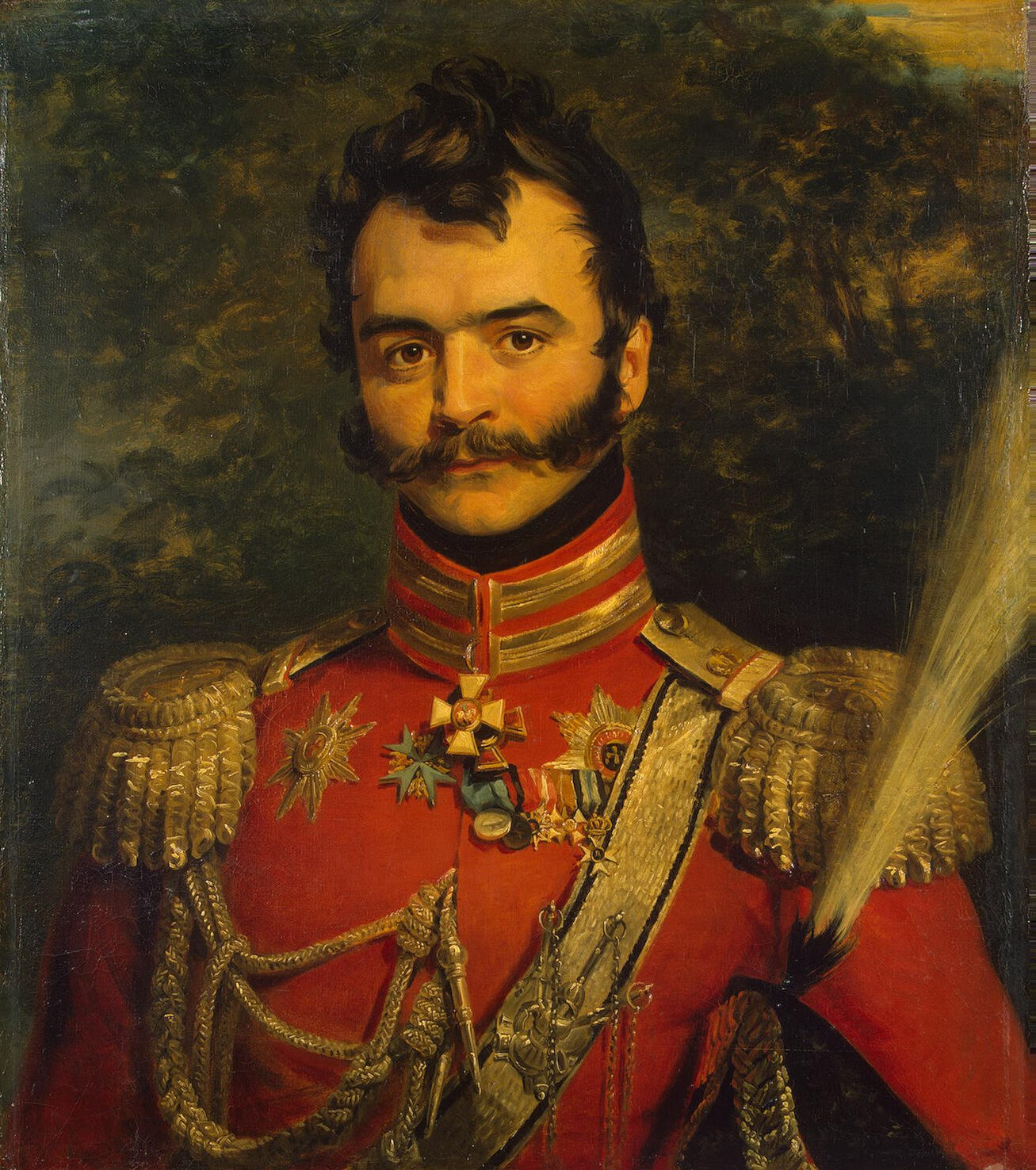
Герой війни 1812 року Василь Васильович Орлов-Денисов

Наступним власником Старого Мерчика став у 1871 році інженер-залізничник Євген Михайлович Духівський. Він же був і останнім власником маєтку — аж до 1918 року.
Духівський розумів, що золотий вік дворянства вже давно закінчився. Тому маєток став на капіталістичний лад.
У маєтку з'явився кінний та спиртовий заводи. Статуї та вази були відправлені на звалище, але сама садиба підтримувалася в хорошому стані й не перебудовувалася. Трагічні зміни прийшли пізніше, вже в радянський час. Саме тоді тут з'явилися шпалери, якими заклеїли ліпнину та аудиторні двері радянського виробництва.
У маєтку заселився зооветеринарний технікум. В одному із залів у старовинному еркері безжально вирубані двері. Двоповерховий будинок — навпроти, у якому у дворянські часи жила прислуга й була кухня, став гуртожитком для студентів. Змінився й овальний зал: він став двоповерховим. Судячи з усього, і сходи, які ведуть до нього, теж прибудовані вже в радянські часи.
Саме в 20-ті роки 20 століття на території садиби були зруйновані та розкрадені надгробки старовинного кладовища. Тоді ж постраждав і сад, який був старший від садиби на півстоліття.
Садиба в смт. Старий Мерчик має значну історичну цінність, пов'язану з іменами видатних діячів історії Слобожанщини. Ще до 1917 року в Російській імперії цей ансамбль був визнаний історичною садибою. Листом № 08-732 управління культури облдержадміністрації звернулися до Голови Державної служби охорони культурної спадщини Міністерства культури та мистецтв України М. М. Кучурука з пропозицією про внесення цієї пам'ятки до Державного реєстру нерухомих пам'яток України як пам'ятки історії національного значення. Документи перебувають на розгляді в Національному інституті пам'яткоохоронних досліджень.
У 2001 році на будівлю поставили залізні двері та металеві решітки. Кількома роками пізніше її попросту законсервували. Іншими словами, заклали вікна та двері цеглою. Унікальна пам'ятка архітектури й досі залишається нічийною.
16-17 квітня 2018 року в палаці сталася пожежа, через яку споруда втратила дах і перекриття.

## Опис комплексу
Садиби будувалися за відомою схемою, заснованою на включенні в єдиний ансамбль споруд культового призначення, палацових споруд, службових та господарських дворів в оточенні сільської природи та штучно створеного пейзажного парку. Головним ядром композиції палацово-паркового ансамблю був парадний двір, оточений садибними спорудами в єдиному класицистичному стилі. Присадибні споруди розташовувалися на височині з орієнтацією поздовжнього фасаду головного будинку на південь. Садибний парк слугував природним доповненням та обрамленням всього ансамблю, розташовуючись нижче по схилу пагорба. Композиція ансамблю будувалася вздовж осі північ-південь, формує сприйняття головної перспективи, що розкривається від палацу. У напрямку головної осі відкривалися види сільської природи. Організація під'їзду до садиби також будувалася на формуванні певної послідовності сприйняття селищного і природного ландшафту. З цієї причини вибір місця для садиби визначався близькістю річки, ставка чи проїжджої дороги, будинок бажано було ставити паралельно їм, або кілька відступивши від «полуденної лінії», що не завадило б «згодою будинку з іншими будовами садиби». Різноманітно вирішувалося під'їзд до садиби. Про Старому Мерчику Г. К. Лукомський пише:

| «Під'їжджаючи до садиби по вулиці забудованій кам'яними, солідними сараями та коморами, в одному, певному стилі, здогадуєшся, що там, за купами зелені, буде щось значне. Передчуття не обманюють. Дійсно, звернувши з великої, що проходить через село дороги у провулок та проїхавши повз старовинної церкви і, минувши ще одні ворота, — відразу потрапляєш в обширний курдонер, і забуваєш про те, що знаходишся в селі, у глушині Росії … ». [20] |
Парк садиби Мерчик сформований на схилах глибокої балки, по дну якої були вириті два ставки з мальовничими обрисами берегів, островами та півостровами. На схилах балки прокладений серпантин паркових доріг із цегляним брукуванням, пристосованим для верхової їзди. Площа парку становила близько 70 гектарів. Палац, розташований на піднесеності, домінував у просторовому оточенні садиби. На території парку виділені зони верхнього та нижнього ярусів паркового простору. Верхній парк мав розвинену систему доріжок, з яких розкривалися широкі види та панорами всієї садиби й навколишнього ландшафту. У долинній частині були сконцентровані основні паркові споруди (льох, грот, криниця-ротонда, альтанка на острові, містки), а також штучно влаштовані елементи композиції, що імітують природні форми (штучні ставки, острови та півострови, тераси схилів, мережа паркових доріг). Долинна частина парку, найбільш наближена до парадного двору, стала основною прогулянковою зоною садиби. Штучні пейзажі паркового простору сформовані на основі місцевих порід рослинності: липи, дуба, з включенням хвойних порід. У плануванні пейзажного парку простежується різноманітність розкривних видових перспектив, заснована на сполученні паркових просторів різних типів. Головні видові пейзажі формуються вздовж долини ставків з альтанками на островах, півостровах і терасованих схилах. Продумана система сприйняття садових пейзажів за маршрутом руху навколо ставків, створювала різноманітність змінюваних пейзажів. Умови орієнтації відкритого простору нижнього парку задавали різноманітність у характері освітлення садових сцен протягом світлового дня, особливо виразних у ранкові та вечірні години, динамічна зміна кольорово-тональної композиції, як основи різноманітності його пейзажів. У північній частині парку створено відкриті простори, що імітують природні лісові масиви з кучерявим групами різно листяних дерев, однаково привабливих у різні пори року. Основна увага при формуванні великих масивів приділено характеру декоративного обрамлення галявин, узлісь, зелених куліс. У плануванні партеру застосовано прийом перспективної корекції простору, за рахунок слабо помітного сходження бічних паркових алей, відділяли газон від стриженої рослинності бічних куліс.
Сьогодні парк виглядає вельми непривабливо. Практично нічого не залишилося від паркових будівель. Неподалік від самої садиби збереглися руїни грота, які місцеве населення в останні роки активно розбирає на цеглу. У яру Журавльова, посеред заболотів ставка ще вгадуються обриси штучно насипаних островів.
Водні простори (річка, ставок) займали в композиції ансамблю важливе місце, будучи одночасно природним кордоном ансамблю та необхідною просторовою зоною, яка забезпечувала сприятливі умови сприйняття основних пейзажів. Спокійна гладь водного дзеркала створювала відчуття великого простору, була умовою формування широких панорам, визначала багатоплановість та глибинність пейзажів. Плавність обрисів берегової лінії підкреслювала природність та природний характер пейзажу. Парк був природним обрамленням і доповненням архітектурного простору. Його значення в структурі ансамблю будувалося на асоціативності сприйняття навколишньої природи. Засобами живої природи виражалися ті художні ідеї, які своєю мовою проповідувала просвітницька література, і насамперед — поезія. У просвітницькій філософії людина мислилася як частина природи. Тому і світ, що оточував людини, повинен був створюватися за його законами. Зв'язок з природним оточенням була центральним поняттям теорії класицизму. Штучні паркові пейзажі висловлювали синтетичний образ місцевої природи: живий та різноманітний, мінливий протягом дня, сезону, року. Образ місцевої природи, створений штучно, висловлювався також у прагненні до емблематізму, меморіального характеру елементів саду та паркових споруд. Як зазначав Д. С. Лихачов, —
| «садово-паркове мистецтво в ХУП-ХУШ ст, створювалося по перевазі поетами, філософами, знавцями мистецтва, критиками мистецтва і художниками … І багато хто з садів України відіграють важливу роль як якесь «продовження», «додаток» і «живий коментар» до поезії XVIII-початку XIX століть». [21] |
Палац завжди привертав найбільшу увагу, його архітектурні переваги всіляко розхвалювали, примушуючи фантазію сучасників створювати легенди про те, що автором його проєкту був Растреллі. Незважаючи на документальну недоведеність, найбільш імовірним залишається припущення В. К. Лукомського про те, що автором проєкту палацу був губернський архітектор П. А. Ярославський. Будинок палацу займає частину палацово-паркового комплексу, який складається з цього палацу, двох павільйонів (один використовувався як бібліотека, а другий — як флігель для гостів) й двоповерхового будинку контори, розташованого проти палацу. Палац стоїть на височині, перед ним схили і ставки. В наш час практично не збереглись тераси та партери перед палацом та з боку ставка. Будівля довгаста в плані, з легко окресленою кривою торців, із вписаними в нього овальними та напівовальним приміщеннями. У плануванні приміщень палацу використана традиційна для архітектури бароко та класицизму анфіладність. Вісь анфілади парадних приміщень,

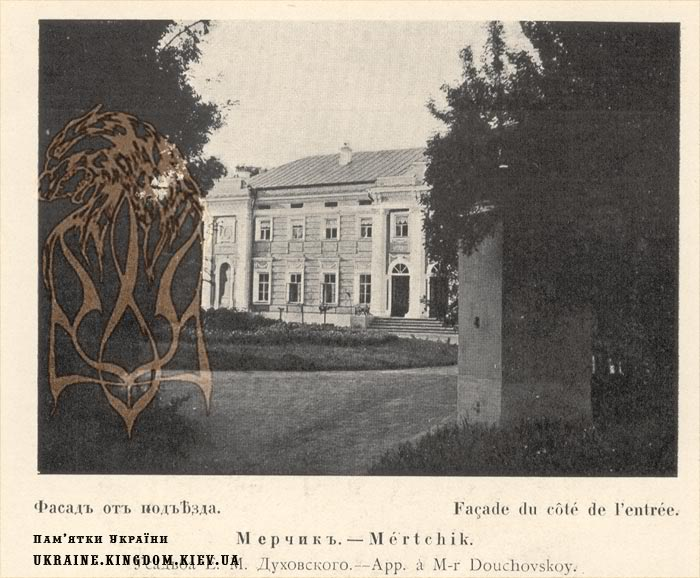
Палац Шидловських

розташованих за рівнем парадного поверху палацу, проходить паралельно садовому фасаду. Напівкругла вітальня першого поверху мала вихід на штучну терасу південного фасаду, широкими сходами спускалася до основи протяжного регулярного партеру. палацу. Двосвітний овальний зал за рахунок розміщення віконних прорізів на торцевій східній стіні палацу мав широкий огляд на всю прилеглу територію. Парадний вхід у будівлю розташований на головній осі, позначеній на фасаді «плямою» з чотирьох канелюрованих колон іонічного ордера. Північний фасад вирішений більш строго. Стильова єдність будівель парадного двору зумовлено використанням дощатого русту стін, пілястрових портиків, що підкреслюють центральні осі будинків, профільованих карнизів і різноманітних ніш. Бічні ризаліти парадного північного й садового південного фасадів вирішені з використанням напівкруглих ніш, у які поміщені вази з декоративним обрамленням у вигляді вінків, гірлянд, ліпних деталей. У композиції фасадів будівлі використані близькі пропорції віконних і дверних прорізів, повторювані мотиви пластичного декору: плоскі ніші, арки прорізів; спільність колірної обробки. Фасади будинку завершує аттик із лежачими вікнами й широкий карниз, який підтримують спарені кронштейни. Пластика фасадів посилена раскреповка карниза, портиками й бічними ризалітами, ступінчастими парапетами. Всі елементи декоративного оформлення фасадів втоплені в ніші, розділені ритмом плоских лопаток. У порівнянні з головним, південний фасад палацу вирішений більш декоративно. Вінки та гірлянди розташовані в бубнах віконних та дверних прорізів, переплітаються на фризі антаблемента, звисають із волют капітелей пілястр. Вази з вінками, поставлені в напівкруглі ніші, узгоджуються з ритмом ваз на балюстраді садової тераси. Збережені інтер'єри приміщень парадного поверху — двокольорового овального залу, напівкруглої вітальні, кабінету з нішами, відрізняються особливою вишуканістю, тонкістю та майстерністю опрацювання деталей. В обробці приміщень використані ліпнина, розписи, позолота.
Будівля виконана у стилі раннього класицизму, насичена архітектурно-ліпними деталями. Монументальність об'єму досягнута використанням великого ордеру, міцного антаблементу, переважанням вертикальних членувань понад горизонтальними. Центральна частина палацового фасаду вирішена у вигляді стирчатих канелюрованих стовпів з капітелями іонічного ордеру, оздобленого гірляндами. Між ними три арочних прорізи головного входу.
В оздоблені фасадів використовуються такі деталі: пілястри, ліпні гірлянди, кронштейни, горизонтальні тяги, прорізні віконні створи, ніші з вазами тощо. Напівкруглі фасади боків розділені пілястрами на декілька частин, розмальовані наличниками, прикрашені гірляндами. На кожнім фасаді поміщено різні архітектурні мотиви, особливо цікаві елементи схрещення гілок лавра і дуба.

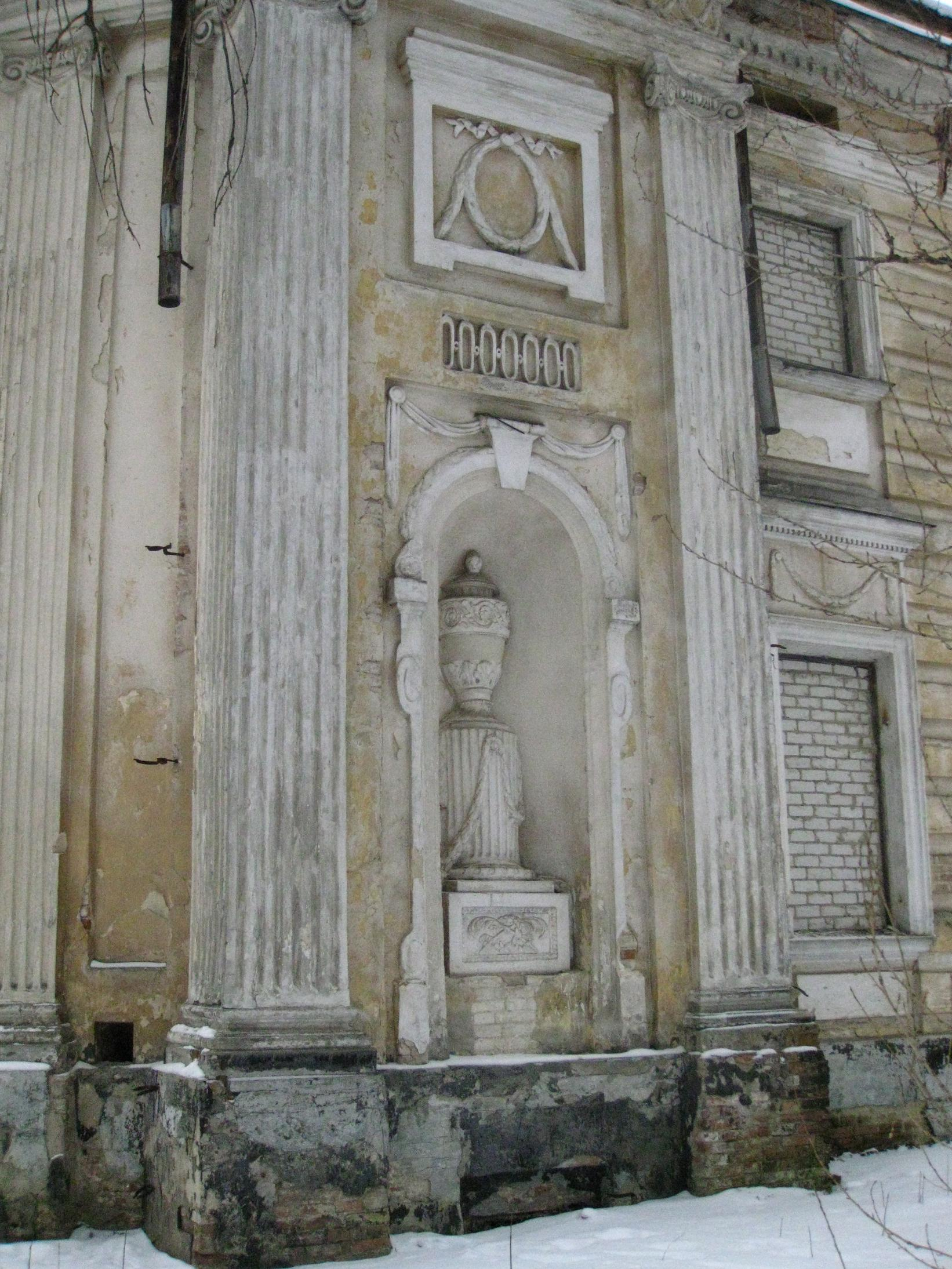
Бік маєтку. 30.01. 2011 р.

Площа стін фасаду рустована. Ризаліти дворового й садового фасадів оздоблені скульптурними вазами у циліндричних нішах — екседрах, ліпними гірляндами у тимпанах віконних прорізів, на барельєфах, які звисають із капітелей пілястр. Увінчувальний карниз великого виносу, складного профілю з медальйонами. Інтер'єри парадних приміщень палацу відрізнялись витонченістю і майстерністю у проробленні деталей, але в теперішній час, у цілому, значно пошкоджені.
Пластика фасадів будівлі протиставлена простим та стриманим формам архітектурного оточення і є вираженням суворої ясності та лаконічності основної архітектурної теми.
Єдиним об'єктом на території садиби, який не обділений людською увагою, є церква. За останні роки тут проведені роботи, які можна назвати скоріше ремонтом, але ніяк не реставрацією, оскільки в результаті оригінальний вигляд будови не був відновленим.

## Цікаві факти
- Листом № 08-732 управління культури Харківської облдержадміністрації звернулося до Голови Державної служби охорони культурної спадщини Міністерства культури і мистецтв України з пропозицією про внесення садиби до Державного реєстру нерухомих пам'яток України як пам'ятки історії національного значення. Документи перебувають на розгляді в Національному інституті пам'яткоохоронних досліджень.
- Науково-дослідний інститут пам'яткоохоронних досліджень (м. Київ) заніс село Старий Мерчик до «Переліку найважливіших історичних сіл України та їхніх пам'яток», але нічого суттєвого пам'ятка від цього не отримує (на 2010 рік).

## Галерея

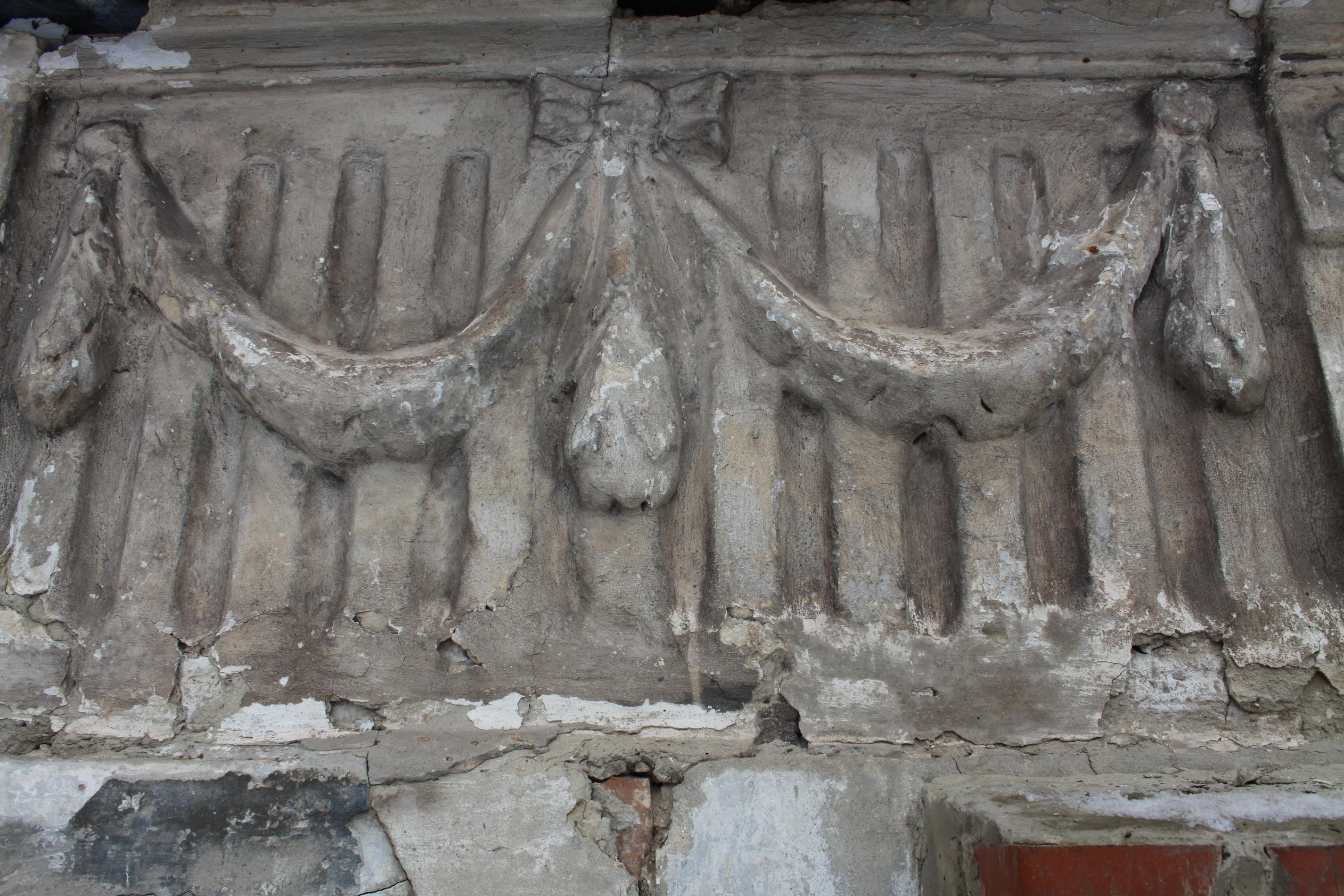
Зовнішнє ліплення. 30.01. 2011
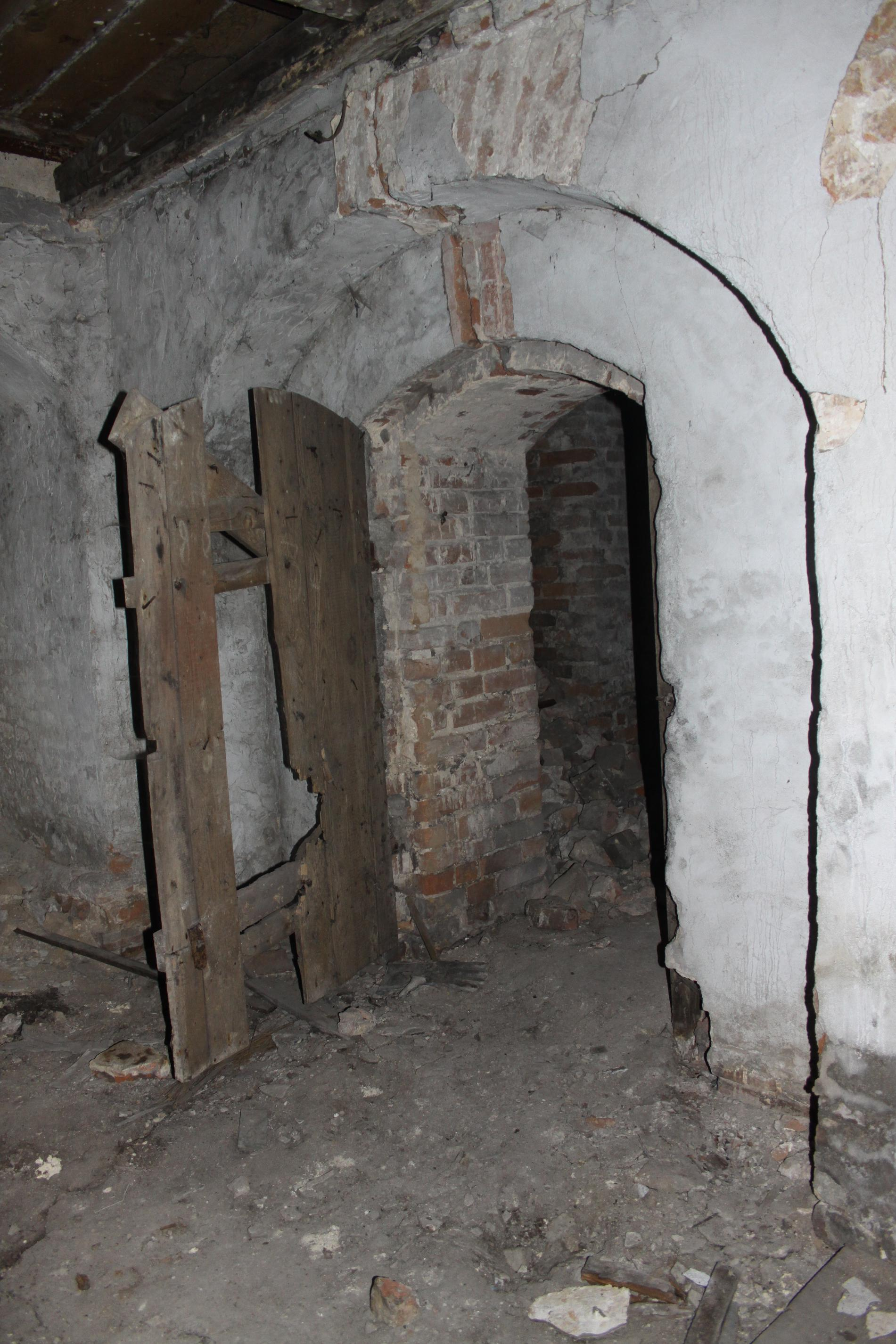
Підвал. 30.01. 2011
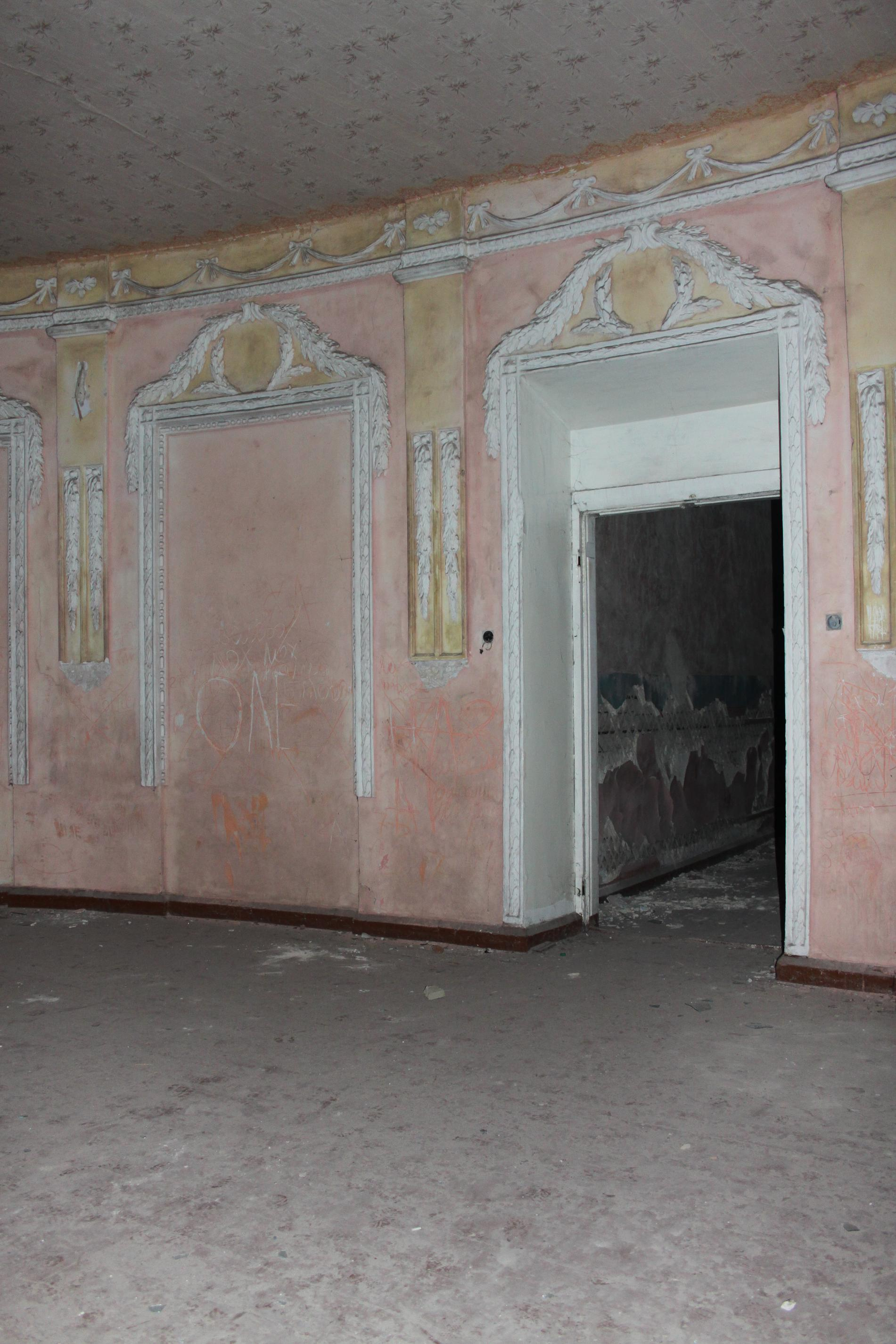
Всередині. 30.01. 2011
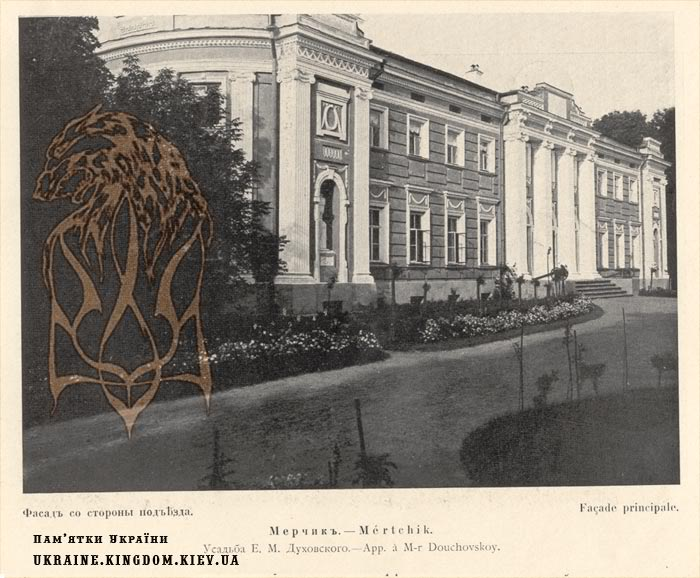
Палац Шидловських
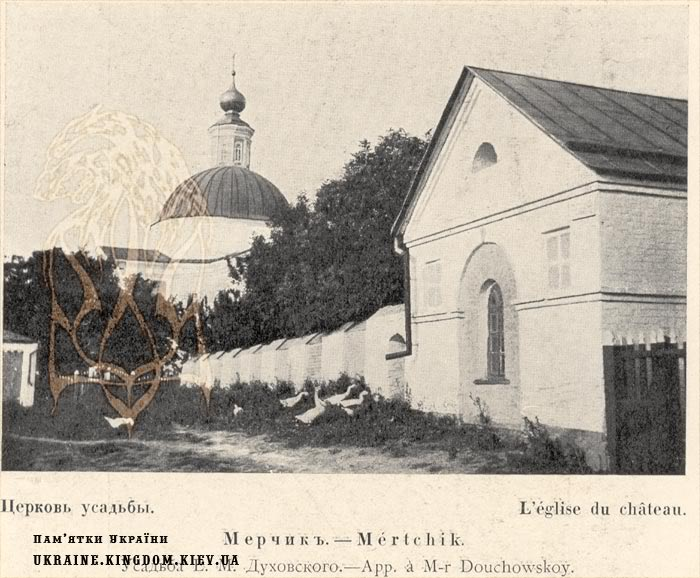
Садиба Шидловських, господарські споруди і садибна церква
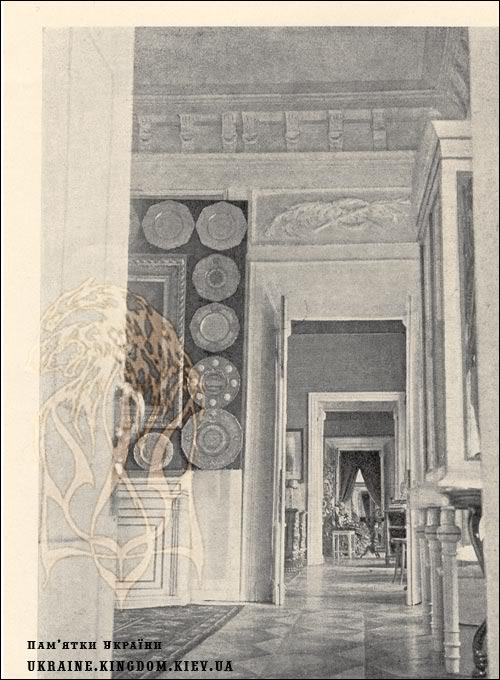
Палац Шидловських. Анфілада
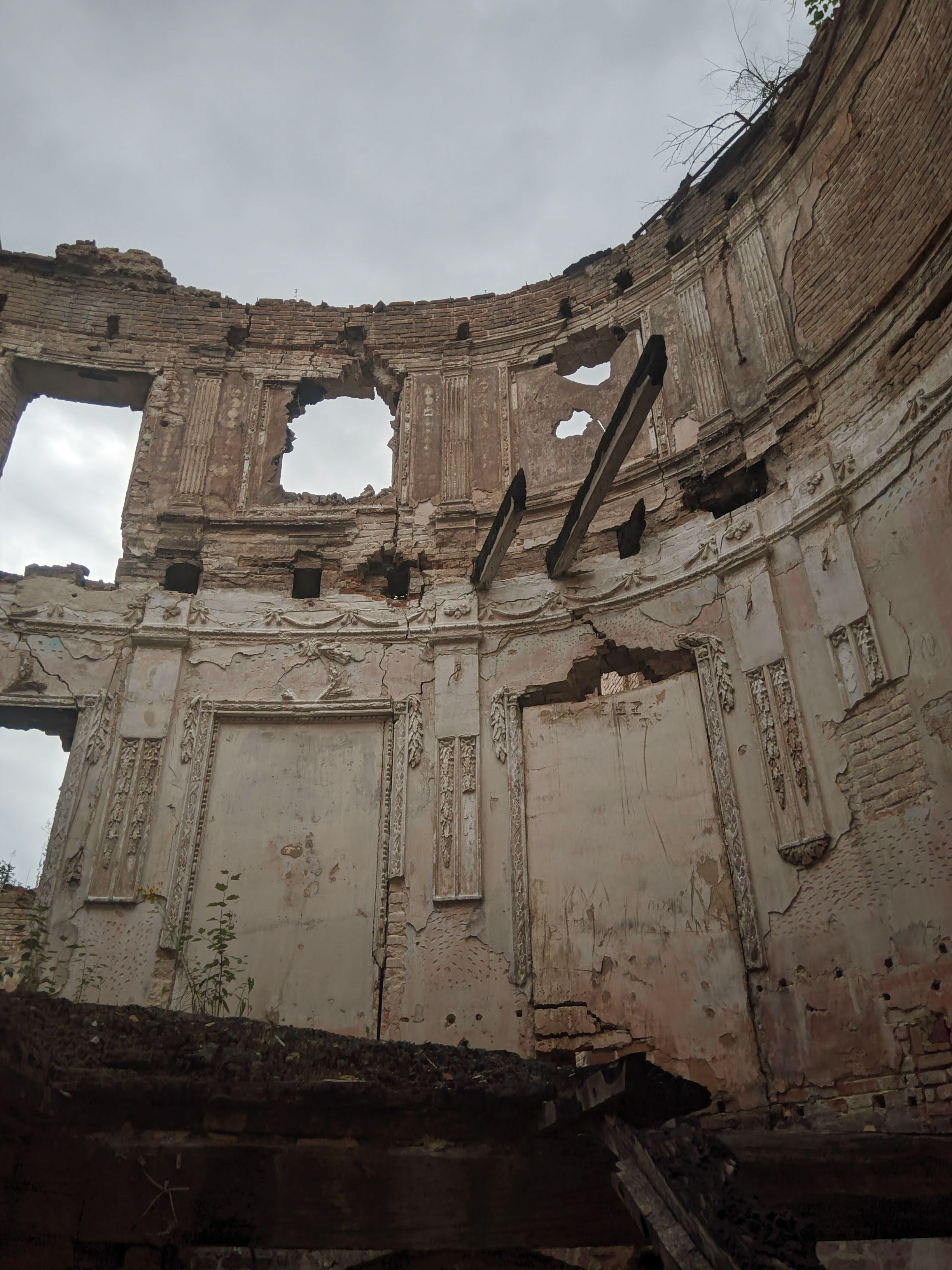
Сучасний стан всередині 10.08.2021